# آبغرم (إسماعيلي كرمان)
آبغرم (بالفارسية: آبگرم) هي قرية تقع في إيران في ناحية إسماعيلي. يقدر عدد سكانها بـ 33 نسمة .